# Speculoos Camelia

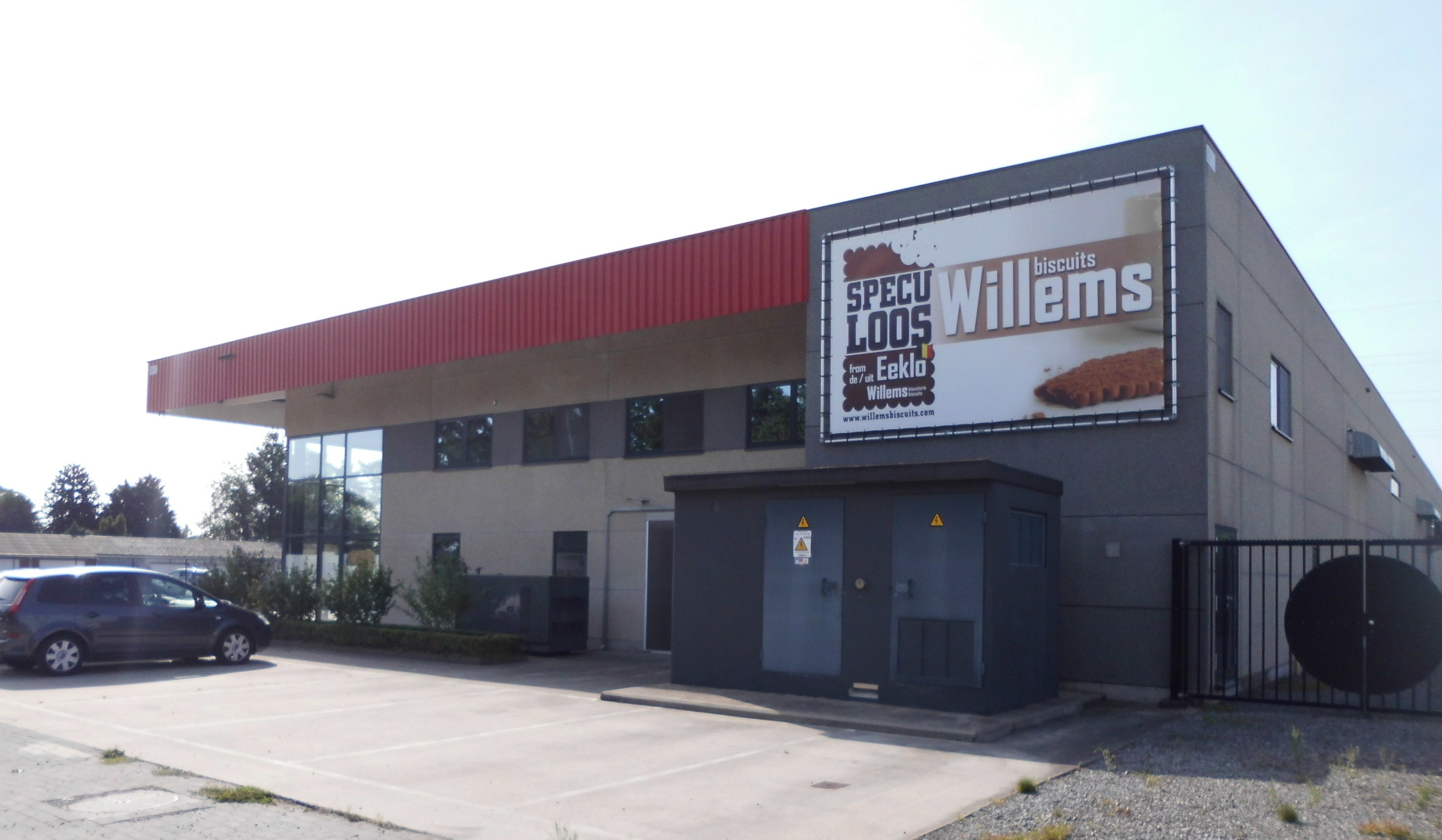
Willems Biscuits - Industriezone Nieuwendorpe - Eeklo - Oost-Vlaanderen - België.

Camelia is een voormalige koekjes- en speculoosproducent opgericht in de voormalige Belgische gemeente Ertvelde. Ondanks verhuis en enkele overnames bestaat de kern van het bedrijf in 2013 nog steeds.

## Speculoos
De productie van het bedrijf Camelia werd in 1951 gestart door de gebroeders Clement en Felix Willems in de Ertveldse Stoepestraat. Beiden waren geen bakker maar zagen toekomst in een eigen productie van koekjes in het Meetjesland, waar meerdere sectorgenoten actief waren. Geleidelijk aan werd het assortiment uitgebreid en bereikte de omzet in de jaren zestig 800.000 kg speculoos. In de jaren tachtig veranderde men de naam in "Biscuiterie Willems", genoemd naar de stichters en eigenaars.
In 1998 werden zij overgenomen door de sectorgenoot Poppies, opgericht in 1935 door de bakkersfamilie Popelier in Ieper, maar thans verspreid over verschillende filialen. In 2004 verhuisde Biscuiterie Willems naar Eeklo waar in 2009 nog werd uitgebreid. In Eeklo  produceerde men hoofdzakelijk de speculoos, de andere producten - zoals de krakeling - verhuisden naar West-Vlaanderen.
In 2013 werd de speculoosafdeling van Biscuiterie Willems overgenomen door Lotus Bakeries uit Lembeke, voor een bedrag van € 31,4 miljoen. Lotus beloofde de speculoos - Lotus en Willems - gescheiden te houden omwille van hun eigen karakter, afzetmarkt en smaak.
Op hetzelfde moment maakte Poppies zelf bekend een nieuwe vestiging te open op de voormalige terrein van Camelia in Ertvelde. Daarbij spreekt Poppies van een nieuw product en plaats voor 30 nieuwe arbeidsplaatsen.